# Ledóchowscy herbu Szaława
Ledóchowscy – polski i austriacki ród szlachecki herbu Szaława wywodzący się z prawosławnej szlachty wołyńskiej. Według ks. S. Barącza, pochodzenia ruskiego. Gniazdem rodu była wieś Leduchów na Wołyniu.

## Osoby noszące to nazwisko
- Antoni hr. Halka-Ledóchowski (1895–1972), nestor polskiego szkolnictwa morskiego, długoletni wykładowca w Państwowej Szkole Morskiej w Gdyni i Szczecinie, ojciec polskiej astronawigacji.
- Franciszek Ledóchowski – kasztelan wołyński, brat rodzony Stanisława.
- Franciszek Antoni Ledóchowski – wojewoda czernihowski, starosta włodzimierski, hajsyński, podkomorzy królewski.
- Henryk Ledóchowski (ur. 1944), polski działacz samorządowy, prezydent miasta Sopotu w latach 1990–1992
- Ignacy Hilary Ledóchowski (1789–1870), generał, w powstaniu listopadowym
- Ignacy Kazimierz Ledóchowski (1871–1945), generał dywizji Wojska Polskiego RP II
- Jan Ledóchowski (1791–1864), poseł na Sejmy Królestwa Kongresowego, polityk emigracyjny
- Maria Ledóchowska (1863–1922), polska błogosławiona
- Maria Barbara Ledóchowska (1921–2007), polska działaczka na rzecz praw człowieka
- Mieczysław Ledóchowski (1822–1902), kardynał, metropolita poznańsko-gnieźnieński, prymas Polski
- Mieczysław Ledóchowski (1858–1935), tytularny generał brygady Wojska Polskiego
- Stanisław Ledóchowski (1666–1725), marszałek generalny konfederacji tarnogrodzkiej, wojewoda wołyński, marszałek sejmu niemego 1717
- Urszula Ledóchowska (1865–1939), Święta, Założycielka Zgromadzenia Sióstr Urszulanek Serca Jezusa Konającego
- Włodzimierz Ledóchowski (1865–1933) – pułkownik kawalerii cesarskiej i królewskiej Armii, adiutant przyboczny ostatniego cesarza Austrii i króla Węgier
- Włodzimierz Ledóchowski (1866–1942), Generał zakonu jezuitów